# مقطع دوز
مقطع دوز بلدية تابعة لدائرة المحمدية بولاية معسكر تقع بجانب سيدي عبد المؤمن يقطنها حوالي 16000 نسمة